# Ингибирование ферментов

Рис. 1: Общая схема ингибирования фермента

Ферментативный ингибитор — вещество, замедляющее протекание ферментативной реакции. Различают обратимые и необратимые ингибиторы (см. ниже).
Изучение ингибирования ферментов играет важную роль в создании лекарств, в изучении механизма действия и структуры ферментов.

## Обратимое ингибирование

### Конкурентное ингибирование

Рис. 2: Конкурентное ингибирование при различных концентрациях ингибитора в двойных обратных координатах (1 ... [I]=0, 2 ... [I]>0, 3 ... [I]>[I]2)

В этом случае ингибитор связывается в активном центре фермента и конкурирует за него с субстратом. Таким образом, конкурентный ингибитор не связывается с фермент-субстратным комплексом (ES на рис.1), то есть константа диссоциации Ki' >> 1.
Конкурентный ингибитор обычно структурно схож с субстратом, однако фермент не способен катализировать реакцию в присутствии ингибитора из-за отсутствия у последнего необходимых функциональных групп.
Схема конкурентного ингибирования и уравнение Михаэлиса-Ментен для него выглядят следующим образом:

| {\displaystyle E+S\longrightarrow ES\longrightarrow E+P} {\displaystyle +I\downarrow \uparrow } {\displaystyle EI} | {\displaystyle v_{0}={\frac {V_{max}[S]}{[S]+K_{m}(1+{\frac {[I]}{K_{i}}})}}} |

Видно, что при конкурентном ингибировании максимальная скорость реакции Vmax не меняется, а кажущаяся константа Михаэлиса увеличивается в (1 + [I]/Ki) раз.
Поэтому в двойных обратных Лайнвивера-Берка (зависимость 1/v0 от 1/[S]) при разных концентрациях ингибитора получают семейство прямых с различным наклоном, пересекающихся в одной точке на оси ординат.
Константу ингибирования Ki обычно определяют так: проводят ряд измерений кажущейся константы Михаэлиса при различных концентрациях ингибитора, затем строят зависимость этой величины от концентрации ингибитора. Тангенс угла наклона полученной прямой равен Km/Ki.

### Неконкурентное ингибирование

Рис. 3: Неконкурентное ингибирование в двойных обратных координатах при различных концентрациях ингибитора (1 ... [I]=0, 2 ... [I]>0, 3 ... [I]>[I]2)

Неконкурентный ингибитор не мешает связыванию субстрата с ферментом. Он способен присоединяться как к свободному ферменту, так и к фермент-субстратному комплексу с одинаковой эффективностью. Ингибитор вызывает такие конформационные изменения, которые не позволяют ферменту превращать субстрат в продукт, но не влияют на сродство фермента к субстрату.
Схема и уравнение Михаэлиса-Ментен в случае неконкурентного ингибирования:

| {\displaystyle E+S\longrightarrow ES\longrightarrow E+P} {\displaystyle +I\downarrow \uparrow ~~~~~~~~~~\uparrow \downarrow +I} {\displaystyle EI~~~\leftrightarrow ~~ESI} | {\displaystyle v_{0}={\frac {{\frac {V_{max}}{(1+{\frac {[I]}{K_{i}}})}}[S]}{[S]+K_{m}}}} |

При неконкурентном ингибировании константа Михаэлиса не изменяется, а максимальная скорость реакции уменьшается в (1 + [I]/Ki) раз. Поэтому в двойных обратных координатах семейство прямых, отвечающих разным концентрациям ингибитора, пересекается в одной точке на оси абсцисс.

### Бесконкурентное ингибирование
При бесконкурентном ингибировании ингибитор связывается только с фермент-субстратным комплексом, но не со свободным ферментом. Субстрат, связываясь с ферментом, изменяет его конформацию, что делает возможным связывание с ингибитором. Ингибитор, в свою очередь, так меняет конформацию фермента, что катализ становится невозможным.
Схема и уравнение Михаэлиса-Ментен в случае бесконкурентного ингибирования:

| {\displaystyle E+S\longrightarrow ES\longrightarrow E+P} {\displaystyle +I\downarrow \uparrow } {\displaystyle ESI} | {\displaystyle v_{0}={\frac {{\frac {V_{max}}{(1+{\frac {[I]}{K_{I}}})}}[S]}{[S]+{\frac {K_{m}}{(1+{\frac {[I]}{K_{I}}})}}}}} |

Максимальная скорость реакции и кажущаяся константа Михаэлиса уменьшаются в одинаковое число раз. Поэтому в двойных обратных координатах для разных концентраций ингибитора получаем семейство параллельных прямых.

#### Ингибирование субстратом
Ингибирование субстратом — частный случай бесконкурентного ингибирования, когда две молекулы субстрата связываются с ферментом, что препятствует образованию продукта. 
Схема и уравнение Михаэлиса-Ментен в случае ингибирования субстратом:
| {\displaystyle E+S\longrightarrow ES\longrightarrow E+P} {\displaystyle +S\downarrow \uparrow } {\displaystyle ESS} | {\displaystyle v_{0}={\frac {V_{max}[S]}{[S]+K_{m}+{\frac {[S]^{2}}{K_{I}}}}}} |

## Необратимое ингибирование
Формирование стабильного комплекса ингибитора с ферментом, ведущее к его необратимой инактивации. Случай необратимого ингибирования можно обнаружить по тому признаку, что при разбавлении раствора не происходит повышения удельной активности фермента, как в случае обратимого ингибирования

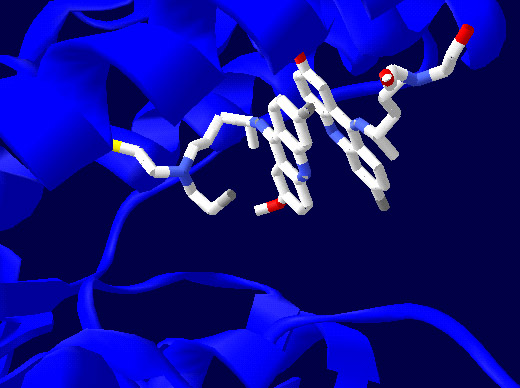
Рис. 4: Структура активного центра трипантионредуктазы с двумя молекулами ингибиторов, один из которых связан необратимо, а другой обратимо. Фермент показан синим цветом. Изображение создано на основе PDB 1GXF.

## Аллостерическое ингибирование
Аллостерические ингибиторы связываются с отдельными участками фермента вне активного центра. Такое связывание влечет за собой конформационные изменения в молекуле фермента, которые приводят к уменьшению его активности. Аллостерические эффекты встречаются практически только в случае олигомерных ферментов. Кинетику таких систем нельзя описать с помощью простой модели Михаэлиса-Ментен.